# 出師表
「出師表」（すいしのひょう、「出師の表」）とは、臣下が出陣する際に君主に奉る文書のことである。「出師」とは文字通り「師（＝軍隊）を出す」ことを、「表」とは公開される上奏文を指す。「出師表」自体は一般的な文書名であるが、歴史上、三国時代蜀漢の丞相であった諸葛亮が、皇帝劉禅に奏上した『（前）出師表』が極めて著名であり、特に述べられない場合、「出師表」とはこれを指す。
出師表は、後世に南宋の安子順により「諸葛亮の出師表を読んで涙を堕さない者は、その人必ず不忠である。」と言われている。
以下、諸葛亮の「出師表」について記す。

## 前出師表
建興5年（227年）、諸葛亮が主君の劉禅に奉った上奏文。一般に「出師表」と言えばこの文章を指すが、おそらくは偽書である「後出師表」（後述）と区別するために、「前出師表」と呼ばれることもある。自分を登用してくれた先帝劉備に対する恩義を述べ、あわせて若き皇帝である劉禅を我が子のように諭し、自らの報恩の決意を述べた文である。陳寿の三国志の本文にも引用されている他、『文選』、『文章軌範』等にも収められており、諸葛亮の真作と考えられている。
古来から名文中の名文とされており「諸葛孔明の出師の表を読みて涙を堕さざれば、その人、必ず不忠」と言われてきたほど、諸葛亮の蜀に対する忠義が如実に描写されていると言われてきた。北宋代の詩人蘇軾は「簡而盡，直而不肆」 (簡素であって出し尽くされている。真っ直ぐであって乱雑ではない)と『老子』五十八章の「是以聖人～直而不肆」を引用して高く評価した。また西晋代の将軍羊祜の讓開府表に影響を与えたとされ、古来から比較の対象とされた。 　　
なお「前出師表」は、漢代の古文の文体で書かれており、この時代に確立し六朝から隋唐に流行した、駢文の装飾的な文体とは異なる趣を持っている。この為、唐代・宋代の古文復興運動でも三国時代の文章としては唯一重んじられていた。古文真宝・文章軌範等の詞華集にも多く採用されている。
狩野直禎によれば、諸葛亮が尊敬していた楽毅の「燕の恵王に報ずるの書」の影響が見られ、楽毅の文章の本歌取りを行なっている所もあるという。

### 内容
諸葛亮が北伐（魏への遠征）に出発する前に、国に残す若い皇帝劉禅を心配して書いたという前出師表の内容は次の通りである。
まず、現在天下が魏・呉・蜀に分れており、そのうち蜀は疲弊していることを指摘する。そういった苦境にもかかわらず、蜀漢という国が持ちこたえているのは、人材の力であるということを述べ、皇帝の劉禅に、人材を大事にするように言う。
さらに、郭攸之・費禕・董允・向寵といった面々の名をあげ、彼らはよき人材であるから、大事にしなくてはならないと言い、あわせて後漢の衰退の原因は、立派な人材を用いず、くだらない人間を用いていたからだとも指摘する。
最後に、自分が単なる処士に過ぎなかったのに、先帝である劉備が3回も訪れて自分を登用してくれたことにとても感謝していると述べ、この先帝の恩に報いるために、自分は中原に進出し、逆賊たる魏王朝を破り、漢王朝を復興させようとしているという決意を述べ、全文を次のように結ぶ。
臣不勝受恩感激 今當遠離臨表涕泣不知所言
- 大意:私は恩を受けた事の感激に打ち克つことが出来ません。今、正に遠く離れるに当たり涙を流し、言葉もありません。

## 後出師表
建興6年（228年）、諸葛亮は劉禅に再び「出師表」を上奏したとされている。この時の文章は、先の「出師表」と区別して「後出師表」と呼ばれている。しかし、この文章は『三国志』の本文では言及されず、裴松之の注釈の中で、習鑿歯『漢晋春秋』から引用され、さらに陳寿の編纂した『諸葛亮集』にも見えず、呉の張儼『黙記』に見えると書かれている上、歴史事実との相違点が多い。

### 内容
後出師表の内容は次の通りである。
まず、自分が先帝である劉備から、逆賊である魏を討伐するようにと言われてきたことを確認し、魏の力があまりに強大で、自分の力はあまりにも弱く、このままの状態では蜀は魏に滅ぼされるであろうと述べる。そして坐して滅亡を待つよりは、先手を取って魏を討滅すべきであるとする。しかし、良からぬ輩が、自分の北伐を批判していると述べる。
このような批判に対し、6つの疑問点をあげてその批判の不当さを指摘する。
- 今の蜀の状況は、同じく漢中に拠った漢の高帝・張良・陳平の才能に遠く及ばない者しかいないのに、坐して天下をとろうとするのはなぜか。
  - 張良・陳平は、高帝に仕えた有名な謀臣である。彼らは天下を取るために、中国中を駆けずり回った
- 劉繇や王朗は、自分の州郡の中にとどまり、結局孫策に敗れてしまった。
  - 動かない蜀の様子を劉繇や王朗と重ね合わせて批判する
- 曹操は優れた軍略家であるが、それでも身を危ういところにおいて戦ってきた。自分のような小人物はなおさら、危ういところに身を置かないでどうするのか。
- 曹操のような人物ですら、敗戦を繰り返しているのだから、自分のような小人物が戦いに負けたことをあれこれ言うのはどうか。
- 自身が漢中に赴任してから1年の内に趙雲・陽羣・馬玉・閻芝・丁立・白寿・劉郃・鄧銅に、曲長・屯将ら七十余人、異民族の精兵千余人を失った。さらに数年が経てば元の3分の2は失うことになり、それでどうして勝利を企図できるのか。
- 今、蜀は益州しか領有しておらず、経済力がない。このまま放っておけば、経済力のより大きい魏と対抗することはできないのではないか。

さらに、時代の流れは予見しがたいとし、弱小なる蜀も魏に勝てるかもしれないとし、死ぬまで努力すると述べる。

### 偽作か真作か
古くから後出師表は真偽不明の文書として有名であった。清の考証学者で歴代正史の研究を行った何焯の『義門読書記』では諸葛亮の真作とするが、考証学者でも銭大昭・林国賛は偽作説を唱えており、現在でもはっきりした結論は出ていない。以下に偽作説の学者の主張を述べる。
- 劉繇や王朗を批判したあと、曹休の話が出てくるが、30年近く時期が違う話を同一に扱うのは不自然である。
- 曹操が家臣の李服に謀反を起こされたという話が出てくるが、李服などという人物は『三国志』魏書に登場しない。
- 曹操が昌豨に五回戦ったという話が出てくるが、『三国志』蜀書では戦った回数は一回で矛盾している。
- 趙雲が死んだことになっているが、彼の没年は229年であり、後出師表を書いたとされる時には趙雲はまだ生きていたはずである。
- 陳寿の三国志本文や、諸葛亮集に収録されておらず、張儼『黙記』に登場するのは、疑問である。なぜ呉に残っているのに蜀に残っていないのか。陳寿は諸葛亮を非常に尊敬しており、前出師表だけ収録して後出師表が漏れるということはあり得ないことだ。

これに対し、真作説を唱える学者は、
- 前出師の表でも似たような話はあり、王朗の話のあとに曹休の話が出てきても不自然ではない。
- 李服は董承と一緒に反乱を起こして処刑された王服（王子服）のことである。
- 『三国志』魏書の複数に渡って昌豨が度々曹操に反乱を起こしたことが記録されており矛盾はしていない。
- 趙雲は後出師表が出た時点で既に死去していたのであろう。
- 後出師表は呉にいた諸葛亮の親族、諸葛喬や諸葛恪が伝承したもので、蜀に残っていなくとも不自然ではない。陳寿が三国志に収録しなかったのは、魏王朝を「賊」呼ばわりするなど表現が過激だからであろう。

と主張している。

## 故事成語
「後出師表」の中の「臣鞠躬尽瘁、死而后已（臣は鞠躬尽力し、死して後に已む、）」は（四字熟語としては「鞠躬尽瘁」）は「全身全霊でやり抜く」という意味でつかわれる。『三国志演義』にも引用されたほか黄宗羲の「巡撫天津右僉都御史留仙馮公神道碑銘」にも引用されている。現代では朱鎔基首相が2001年に演説で使用した。
朝鮮語では競技、選挙などへの出陣を表明する際に、「출사표를 내다」（出師表を出す）または「출사표를 던지다」（出師表を投げる）の表現を使うことがある。